# Here Today
A Here Today a The Beach Boys 1966-ban lemezre vett dala, a Pet Sounds nagylemez tizedik száma, Brian Wilson és Tony Asher szerzeménye. A szólóvokált a végleges változatban Mike Love énekli, noha egy korábbi, 1997-ig kiadatlanul maradt verzióban Brian Wilson adja elő. A dalban hallható orgonariffet Wilson a Good Vibrations korai verziójából emelte át a Here Today-be.
A Here Today 1967 végén jelent meg kislemezen, a Darlin’ című szám B-oldalán. A dal szólóvokáljának felvétele volt a Pet Sounds LP felvételeinek utolsó dokumentált ülése.

## Részletek
- Szerzők: Brian Wilson/Tony Asher
- Album: Pet Sounds
- Hossz: 2:52
- Producer: Brian Wilson
- Instrumentális felvételek: 1966. március 11., Sunset Sound, Hollywood, Kalifornia. Hangmérnök: Bruce Botnick.
- Vokálfelvételek: 1966. március 25., április 13., Columbia Studios, Hollywood, Kalifornia. Hangmérnök: Ralph Balantin.
- Kislemez: 1967. december 11., Capitol 2068, a Darlin’ kislemez B-oldalán.

### Zenészek
- Mike Love: szólóvokál
- Nick Martinis: dob
- Frank Capp: ütősök
- Terry Melcher: csörgődob
- Lyle Ritz: basszusgitár
- Carol Kaye: basszusgitár
- Al Casey: gitár
- Mike Deasy: gitár
- Don Randi: zongora
- Larry Knechtel: orgona
- Jay Migliori: baritonszaxofon
- Jack Nimitz: baritonszaxofon
- Gail Martin: harsona
- Ernie Tack:  basszusharsona